# 루비아 피터슨
루비아 피터슨(Luvia Petersen, 1978년 4월 15일 ~ )은 캐나다의 배우, 팟케스터, 사업가이다.

## 영화
- 스코치드 어스: 분노의 추격자 (2018년) - 차보 역
- 데드 라이징: 엔드게임 (2016년)
- 더 컨퍼메이션 (2016년)
- 배틀스타 갈락티카 더 플랜 (2009년)